# Премьер Видео Фильм
«Премьер Видео Фильм» — российская компания, один из крупнейших дистрибьюторов лицензионной видеопродукции и цифровых носителей зарубежного кино. Наряду с «Премьер Мультимедиа» входила в группу компаний «Премьер». Год создания — 1996 год. Ликвидирована в конце 2005 года.

## Направление деятельности
Представляет на рынке России компании «Warner Home Video» (также совместно с «New Line Cinema», «HBO», «Turner Entertainment»), Universal Pictures, Paramount Pictures, Miramax Films, 20th Century Fox. Значительную часть фильмов, предлагаемых компанией, составляют фильмы для семейного просмотра.
Владеет одной из крупнейших в России тиражной фабрикой. Активно сотрудничает с общероссийской прессой, в том числе — специализированными изданиями, центральными телевизионными каналами и с более чем 60 российскими. Помимо традиционных рекламных подходов компания проводит презентации, посвящённые выходу фильмов, тематические шоу-программы, разнообразные конкурсы, розыгрыши, лотереи и т. д.
Торговый представитель — компания «Премьер Дистрибуция».
С 2005 года пакеты фильмов студиями Warner, DreamWorks/Universal и Paramount полностью перешли на компанию «Universal Pictures Rus» — дочерняя компания американского Universal Pictures Home Entertainment. 
С 2011 года студия «Warner Bros.» перешла на компанию «CP Digital»/«CP Дистрибуция» в 2016 на «Prior Group»/«Синеполис», «Universal» на «Двадцатый век Фокс СНГ», и «Paramount» на «Новый Диск»/«ND Play», с 2016 по 2022 Universal/DreamWorks.
Компания была ликвидирована в конце 2005 года.
В каталоге компании более 500 лент.